# جوازة توكسيك
جوازة توكسيك فيلم كوميدي مصري، بدأ عرضه في 3 يوليو 2024.في السعودية باع الفيلم أكثر من 610 ألف تذكرة، وتجاوزت إيراداته 29 مليون ريال (7.7 مليون دولار/374 مليون جنيه مصري).وحقق إيرادات بلغت 1,357,399 دولار (+65 مليون جنيه مصري) في الإمارات.بينما حقق في مصر إيرادات بلغت 9,334,792 جنيه مصري.
يُعد جوازة توكسيك هو التعاون الثالث لبيومي فؤاد وليلى علوي بعد فيلمي ماما حامل (2021) وشوجر دادي (2023)،وحققت الأفلام الثلاثة حوالي 21.5 مليون دولار أمريكي في المملكة العربية السعودية.والأفلام الثلاثة من تأليف لؤي السيد، وإخراج محمود كريم.

## ملخص القصة
في إطار كوميدي تدور الأحداث حول قصة حب فريدة وكريم، التي بدأت بسوء تفاهم في دبي، لتمر بعدها برحلة من الصراعات بعودتهما إلى مصر، بعد تدخل الأهل في مصيرهما، حيث ينتمي كل منهما إلى خلفية اجتماعية مختلفة تماماً عن الآخر، وهو ما يخلق الكثير من المفارقات الكوميدية. فهل ستنتهي رحلة فريدة وكريم بالزواج الذي يحلمان به؟

## طاقم التمثيل
- ليلى علوي: نوال
- بيومي فؤاد:حسين
- محمد أنور:كريم
- هيدي كرم:نيللي
- ملك قورة:فريدة
- تامر هجرس:مؤنس
- نورين أبو سعدة:راندا
- مروان يونس:سيف
- جوهرة:بيانكا
- لميس كان: غناء أغنية زي الجن